# Seidenschwänze
Die Seidenschwänze (Bombycilla, Bombycillidae) sind eine Vogelgattung und Familie aus der Ordnung der Sperlingsvögel (Passeriformes), Unterordnung Singvögel (Passeres). Die drei sehr ähnlichen Arten der Gattung kommen in Nordeuropa, dem mittleren und nördlichen Nordamerika und in Sibirien und Nordostasien vor. Die früher als Unterfamilie der Seidenschwänze angesehenen mittelamerikanischen Seidenschnäpper (Ptiliogonatidae) gelten seit 1998 als eigenständige Familie.

## Merkmale
Die Seidenschwänze sind mittelgroße Vögel, deren Federn seidigweich und dicht sind. Ihre Gefiederfarbe ist vorwiegend braun mit einigen schwarzen, roten oder gelben Markierungen.

## Lebensweise
Seidenschwänze leben nomadisch, sind zumeist gesellig und ernähren sich im Sommer von Insekten, im Winter von Früchten und Beeren. Sie legen drei bis sechs Eier, die 12 bis 14 Tage bebrütet werden. Die Jungvögel werden nach 15 bis 19 Tagen flügge.

## Arten
- Seidenschwanz (B. garrulus)
- Blutseidenschwanz (B. japonica)
- Zedernseidenschwanz (B. cedrorum)